# بودونی
بودونی (به ایتالیایی: Budoni) یک کومونه در ایتالیا است که در استان البیا تمپیو واقع شده‌است.

## خصوصیات
بودونی ۵۵٫۹ کیلومترمربع مساحت و ۵٬۱۲۵ نفر جمعیت دارد و ۱۶ متر بالاتر از سطح دریا واقع شده‌است.